# Friedrich Böhm (Regisseur)
Fritz Böhm (* 2. September 1980 in Berlin, Deutschland, als Friedrich Böhm) ist ein deutscher Filmproduzent, Regisseur und Drehbuchautor.

## Leben
In den Jahren 2002 bis 2006 besuchte Böhm die Münchner Hochschule für Film und Fernsehen und studierte dort Produktion und Medienwirtschaft. Während seines Studiums gründete er gemeinsam mit Sven Nuri die Produktionsfirma Toccata Film. Bei seinem Abschlussfilm Mondmann schrieb er 2006 auch das Drehbuch und führte Regie. Die US-amerikanische Produktion Wildling (2017) mit Bel Powley, Liv Tyler und Brad Dourif markiert sein Spielfilmdebüt als Regisseur.
Böhm ist mit der Drehbuchautorin Christine Lavaf verheiratet. Gemeinsam führen sie die 2014 gegründete Produktionsfirma Tough Cookie Entertainment mit Sitz in Los Angeles, USA.

## Filmografie
- 2002: Ein Brudermord (Regie und Drehbuch, Produzent), Kurzfilm
- 2003: Nach Haus (Produzent), Kurzfilm
- 2003: Flaschendreh (Produzent), Kurzfilm
- 2004: Tote Indianer (Produzent), Kurzfilm
- 2004: Fang des Lebens (Produzent), Kurzfilm
- 2004: Leise Krieger (Produzent), Kurzfilm
- 2005: Tigerkraut (Produzent), Kurzfilm
- 2006: Mondmann (Regie und Drehbuch, Produzent), Kurzfilm
- 2006: Hui Buh - Das Schlossgespenst (Visual Effects), Spielfilm von Sebastian Niemann
- 2006: Das Gefrorene Meer (Koproduzent), Kurzfilm
- 2007: Lissi und der wilde Kaiser (Visual Effects), Spielfilm von Michael Herbig
- 2008: Unverwundbar (Produzent), Kurzfilm
- 2008: Krabat (Post-Production Supervisor), Spielfilm von Marco Kreuzpaintner
- 2008: Räuber Kneissl (Post-Production Supervisor), Spielfilm von Marcus H. Rosenmüller
- 2008: U-900 (Post-Production Supervisor), Spielfilm von Sven Unterwaldt
- 2009: Männerherzen (Post-Production Supervisor), Spielfilm von Simon Verhoeven
- 2009: Desperados on the Block (Produzent), Spielfilm von Tomasz E. Rudzik
- 2010: Otto’s Eleven (Post-Production Supervisor), Spielfilm von Sven Unterwaldt
- 2010: Friendship! (Post-Production Supervisor), Spielfilm von Markus Goller
- 2011: Tage die bleiben (Produzent), Spielfilm von Pia Strietmann
- 2011: Männerherzen ... und die ganz ganz große Liebe (Post-Production Supervisor), Spielfilm von Simon Verhoeven
- 2011: Wer’s glaubt wird selig (Post-Production Supervisor), Spielfilm von Marcus H. Rosenmüller
- 2012: Anleitung zum Unglücklichsein (Post-Production Supervisor), Spielfilm von Sherry Hormann
- 2013: Girl on a Bicycle (Post-Production Supervisor), Spielfilm von Jeremy Leven
- 2013: Exit Marrakech (Post-Production Supervisor), Spielfilm von Caroline Link
- 2018: Wildling (Regie und Drehbuch), Spielfilm
- 2021: Escape Room 2: No Way Out (Story), Spielfilm

## Auszeichnungen
- 2007 Kinder-Medien-Preis Der weiße Elefant als Produzent von Mondmann (zusammen mit Sven Nuri und Christoph Strunck)
- 2007 Grand Prize „Best Children’s Film“ auf dem Rhode Island International Film Festival als Regisseur von Mondmann